# Cyathus striatus
A Cyathus striatus, comumente conhecido como ninho de pássaro canelado, é um fungo saprófito comum da família Nidulariaceae com ampla distribuição nas regiões temperadas. Esse fungo se assemelha a um ninho de pássaro em miniatura com vários pequenos "ovos"; os ovos são os peridíolos, as estruturas que contêm os esporos. A C. striatus pode ser distinguida da maioria dos outros fungos nidulários por seu exterior peludo e paredes internas estriadas. Embora seja mais frequentemente encontrada crescendo em madeira morta em florestas abertas, ela também cresce em cobertura de lascas de madeira em áreas urbanas. Os basidiomas são encontrados desde o verão até o início do inverno. A cor e o tamanho dessa espécie podem variar um pouco, mas normalmente têm menos de um centímetro de largura e altura, e são de cor cinza ou marrom. Outro nome comum dado à C. striatus é copos de respingo e faz alusão ao método de dispersão dos esporos: as laterais do copo são inclinadas de forma que as gotas de água que caem podem desalojar os peridíolos e ejetá-los do copo. O epíteto específico é derivado do latim stria, que significa "com sulcos ou cristas finas".

## Taxonomia
A Cyathus striatus foi descrita pela primeira vez por William Hudson em sua obra Flora Anglica, de 1778, como Peziza striata. Carl Ludwig Willdenow a transferiu para Cyathus em 1787. O epíteto específico striatus se refere às ranhuras no interior dos ninhos.

## Descrição

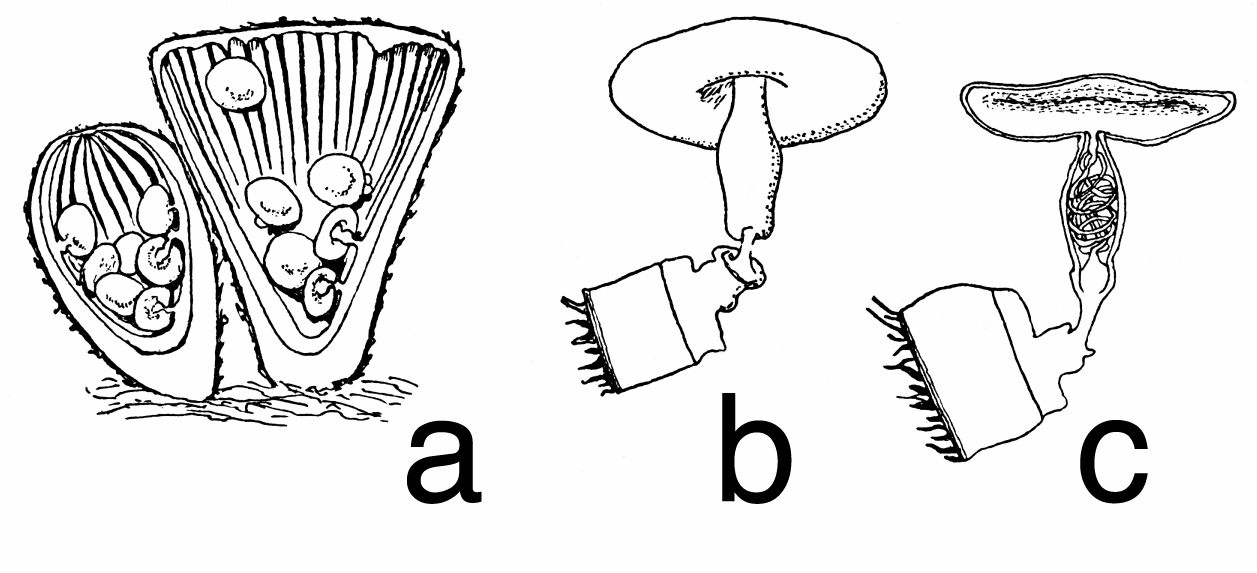
a) basidiomas novos e maduros em seção longitudinal; (b), (c) peridíolos únicos - inteiros e em seção.

O ninho, ou perídio, geralmente tem cerca de 7 a 10 mm de altura e 6 a 8 mm de largura, mas o tamanho é um pouco variável e foram encontrados espécimes com alturas e larguras de até 1,5 cm. O formato geralmente se assemelha a um vaso ou um cone invertido. A cor da superfície externa (exoperídio) varia de levemente acastanhada a marrom-acinzentada a marrom-escura; o exoperídio tem uma textura desgrenhada ou peluda (um tomento), com os pelos em sua maioria apontando para baixo. A superfície interna do perídio (o endoperídio) é estriada ou sulcada e brilhante. Os espécimes jovens têm uma tampa, tecnicamente chamada de epifragma, uma membrana fina que cobre a abertura do copo. O epifragma é peludo como o restante da superfície exoperidial, mas os pelos geralmente se desgastam, deixando para trás uma fina camada branca estendida sobre a tampa do copo. À medida que o perídio amadurece e se expande, essa membrana se rompe e cai, expondo os peridíolos em seu interior. O perídio é preso à sua superfície de crescimento por uma massa de hifas bem compactadas chamada de embasamento; em C. striatus, o diâmetro máximo do embasamento é tipicamente de 8 a 12 mm e, muitas vezes, incorpora pequenos fragmentos da superfície de crescimento em sua estrutura. A espécie não é comestível.

### Estrutura do peridíolo

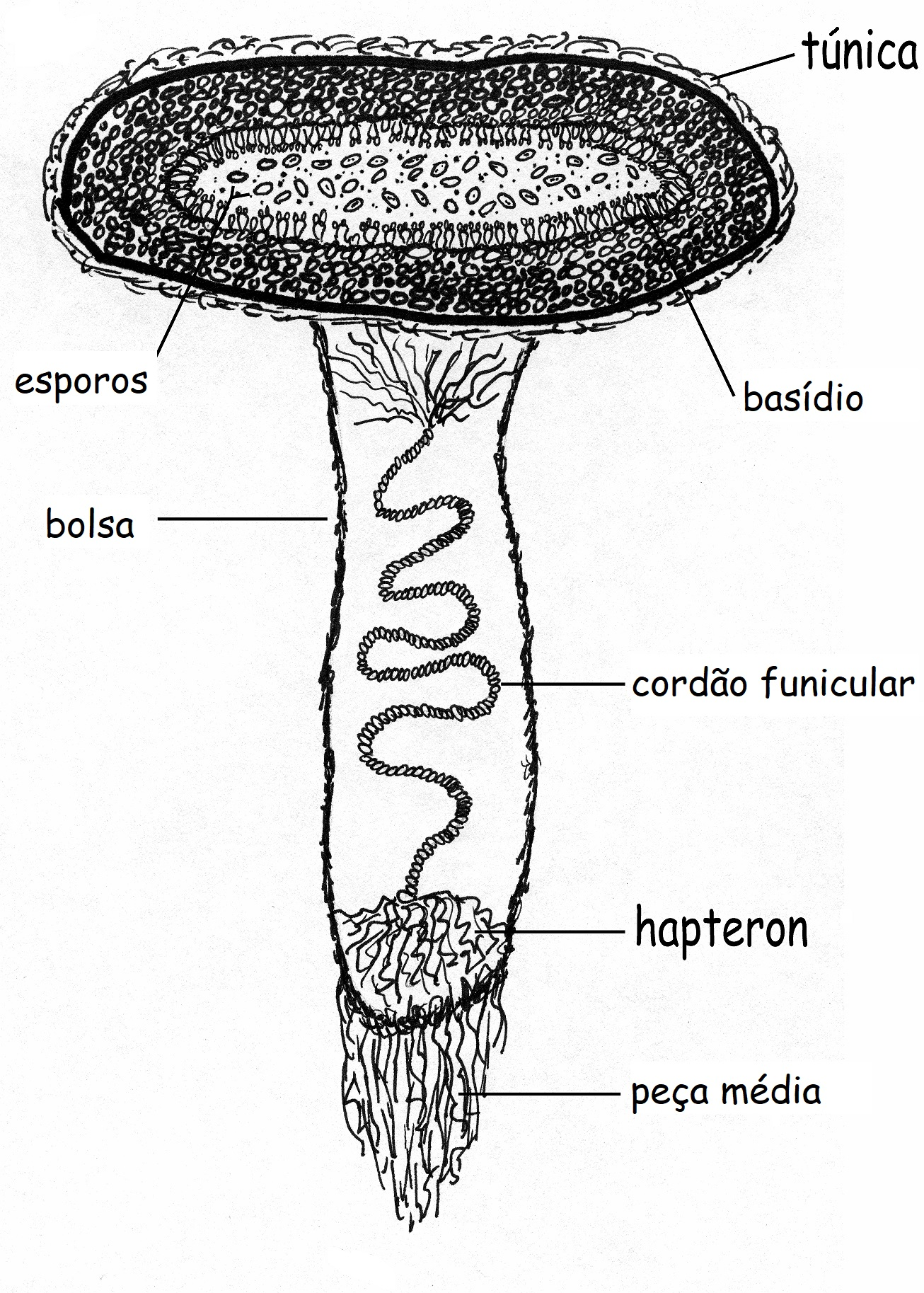
Um peridíolo e um funículo anexado em seção transversal

Os peridíolos têm cerca de 1 a 1,5 mm de largura e raramente até 2 mm. Eles são em forma de disco, mas podem parecer angulares devido à pressão dos peridíolos vizinhos. Os peridíolos podem ser pretos ou cinza escuro se ainda estiverem cobertos por uma membrana fina chamada túnica.
Os peridíolos da C. striatus são revestidos e fixados ao endoperídio por cordões complexos de micélios conhecidos como funículo, no singular. O funículo é diferenciado em três regiões: a parte basal, que o prende à parede interna do perídio, a peça média e a bolsa, conectada à superfície inferior do peridíolo. Dentro da bolsa e da peça média há um fio enrolado de hifas entrelaçadas chamado de cordão funicular, preso em uma extremidade ao peridíolo e na outra a uma massa emaranhada de hifas chamada hapteron. Quando seco, o funículo é frágil, mas quando molhado é capaz de se estender bastante.

### Características microscópicas
Os basídios, as células portadoras de esporos, são em forma de taco com longos talos. Normalmente, eles contêm 4 esporos que são sésseis, ou seja, presos diretamente à superfície do basídio, em vez de por um talo curto (um esterigma). Os esporos medem cerca de 15 a 20 μm de comprimento por 8 a 12 μm de largura. Eles são elípticos, lisos, hialinos e entalhados em uma extremidade. Durante o desenvolvimento, os esporos são separados dos basídios quando estes entram em colapso e gelatinizam junto com outras células que revestem as paredes internas do peridíolo. Os esporos aumentam um pouco de tamanho após serem separados dos basídios.

### Espécies semelhantes
A Cyathus stercoreus é semelhante, mas cresce em esterco e seus copos não são ranhurados.

## Ciclo de vida

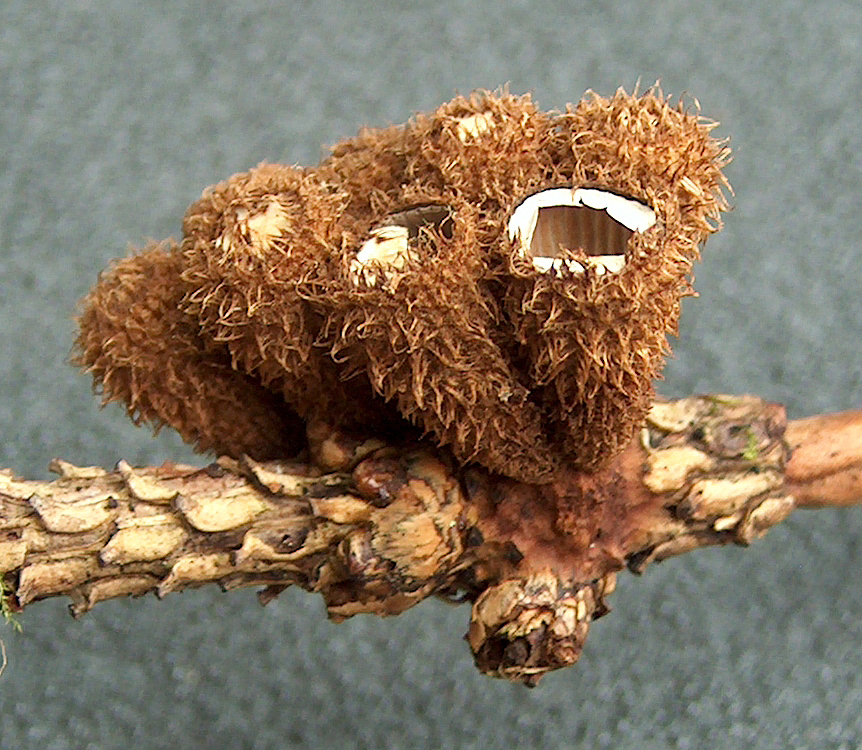
A superfície externa (exoperídio) da C. striatus é coberta por um tomento felpudo ou lanoso

A Cyathus striatus pode se reproduzir de forma assexuada (por meio de esporos vegetativos) ou sexuada (com meiose), típico dos táxons dos basidiomicetos que contêm estágios haploides e diploides. Os esporos produzidos nos peridíolos contêm um único núcleo haploide. Depois que os esporos são dispersos em um ambiente de crescimento adequado, eles germinam e se desenvolvem em hifas homocarióticas, com um único núcleo em cada compartimento celular. Quando duas hifas homocarióticas de diferentes grupos de compatibilidade de acasalamento se fundem uma com a outra, elas formam um micélio dicariótico em um processo chamado plasmogamia. Após um período de tempo e sob as condições ambientais adequadas, os basidiomas podem ser formados a partir do micélio dicariótico. Esses basidiomas produzem peridíolos que contêm os basídios sobre os quais são formados novos esporos. Os basídios jovens contêm um par de núcleos haploides sexualmente compatíveis que se fundem, e o núcleo de fusão diploide resultante sofre meiose para produzir esporos haploides. O processo de meiose na C. striatus foi considerado semelhante ao de organismos superiores.

## Dispersão de esporos
O basidioma em forma de cone da Cyathus striatus utiliza um mecanismo de copo de respingo para ajudar a dispersar os esporos. Quando uma gota de chuva atinge o interior do copo com o ângulo e a velocidade ideais, a força descendente da água ejeta os peridíolos no ar. A força da ejeção rasga o funículo, liberando o cordão funicular firmemente enrolado. O hapteron preso à extremidade do funículo é adesivo e, quando entra em contato com um caule ou uma planta próxima, o hapteron se adere a ele; o cordão funicular envolve o caule ou planta impulsionado pela força do peridíolo ainda em movimento. Os peridíolos se degradam com o tempo e acabam liberando os esporos ou podem ser comidos por animais herbívoros e redepositados após passarem pelo trato digestivo.

## Compostos bioativos
A Cyathus striatus provou ser uma rica fonte de compostos químicos bioativos. Foi relatado pela primeira vez em 1971 que ela produzia substâncias "indólicas" (compostos com estrutura de anel de indol), bem como um complexo de compostos antibióticos diterpenóides conhecidos coletivamente como cyathinas. Vários anos depois, a pesquisa revelou que as substâncias indólicas eram compostos agora conhecidos como estriatinas. As estriatinas (A, B e C) têm atividade antibiótica contra fungos Deuteromycota e várias bactérias Gram-positivas e Gram-negativas. A C. striatus também produz compostos sesquiterpênicos chamados esquizandronóis. Ela também contém os compostos triterpênicos glochidona, glochidonol, glochidiol e diacetato de glochidiol, ácido cyáthico, ácido estriático, ácido cyathadônico e ácido epistriático. Os últimos quatro compostos eram desconhecidos antes de serem isolados da C. striatus.

## Habitat e distribuição
O Cyathus striatus é um fungo saprófito, cuja nutrição provém de material orgânico em decomposição, e é normalmente encontrado crescendo em grupos em pequenos galhos ou outros detritos lenhosos. Também é comum na cobertura vegetal sob arbustos. As características do microambiente influenciam amplamente a aparência do C. striatus; se todo o resto for igual, é mais provável que ele seja encontrado em depressões úmidas e rasas do que em áreas elevadas. Ele é muito difundido em áreas temperadas em todo o mundo, crescendo no verão e no outono. O fungo foi registrado na Ásia, Europa, América do Norte, América Central, América do Sul e Nova Zelândia.

### Texto citado
Brodie HJ (1975). The Bird's Nest Fungi. Toronto, Canada: University of Toronto Press. ISBN 0-8020-5307-6

## Links externos
- Cyathus striatus em Index Fungorum
- Imagens em Mushroom Observer